# Parableta
Parableta is een geslacht van rechtvleugeligen uit de familie sabelsprinkhanen (Tettigoniidae). De wetenschappelijke naam van dit geslacht is voor het eerst geldig gepubliceerd in 1878 door Brunner von Wattenwyl.

## Soorten
Het geslacht Parableta omvat de volgende soorten:
- Parableta affinis Piza, 1950
- Parableta areolata Piza, 1981
- Parableta boliviana Bruner, 1915
- Parableta callosa Piza, 1981
- Parableta difficilis Piza, 1981
- Parableta dubitata Piza, 1981
- Parableta integricauda Brunner von Wattenwyl, 1878
- Parableta kempfi Piza, 1976
- Parableta riparia Piza, 1981
- Parableta soror Brunner von Wattenwyl, 1891
- Parableta stylifera Piza, 1981
- Parableta tapirapes Piza, 1981
- Parableta zenirae Piza, 1973